# Bakeridesia amoena
Bakeridesia amoena là một loài thực vật có hoa trong họ Cẩm quỳ. Loài này được Fryxell mô tả khoa học đầu tiên năm 2001.